# Dante Ferretti

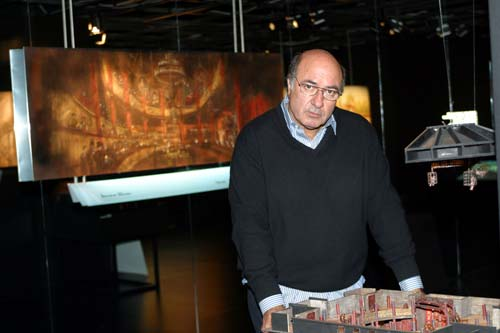
Dante Ferretti

Dante Ferretti (* 26. Februar 1943 in Macerata, Italien) ist ein italienischer Szenenbildner.

## Leben
Er studierte Bühnenbild und Architektur an der Accademia di Belle Arti in Rom. Erste Filmerfahrungen sammelte er als Assistent des Architekten Aldo Tomassini. Anfang der 60er-Jahre wurde er Assistent im Team von Luigi Scaccianoce, einem der einflussreichsten Designer des italienischen Films. Acht Jahre später begann er eigenständig zu arbeiten.
Dante Ferretti gestaltete Filme für namhafte Regisseure wie Jean-Jacques Annaud, Federico Fellini, Pier Paolo Pasolini und Martin Scorsese. Seit den frühen 80er-Jahren arbeitet er mit seiner Frau Francesca Lo Schiavo zusammen: Ferretti übernimmt die Leitung der Szenenbildabteilung, seine Frau betreut die einzelnen Sets als Set Decorator während des Drehs.
Gemeinsam wurden sie seit 1990 neunmal für den Oscar in der Kategorie Bestes Szenenbild nominiert und gewannen den Academy Award bei der Oscarverleihung 2005 und 2012 für das Szenenbild zu Martin Scorseses Aviator und Hugo Cabret. Ferretti konnte auch als bisher einziger Produktionsdesigner zweimal (2002 und 2004) den Los Angeles Film Critics Association Award in der Kategorie Bestes Szenenbild gewinnen. 2004 erhielt er auf dem eDIT Filmmaker’s Festival mit Festival Honors eine Auszeichnung für seine Verdienste um die Filmkunst. Im Jahr 2008 erhielt Ferretti den Oscar für sein Szenenbild zu „Sweeney Todd“.
2007 gestaltete er zum wiederholten Mal die Außenfassade des Palazzo del Cinema der 64. Internationalen Filmfestspiele von Venedig. Dante Ferretti entwickelte das maßgebliche Design des 2014 eröffneten Film-Themenparks Cinecittà World bei Rom.
Dante Ferretti über seine Arbeit: „Ich versuche, mich mit meinen Gedanken und Überlegungen in den betreffenden Zeitraum hineinzubegeben, ihn zu absorbieren und die Vergangenheit zu leben, um die es geht. Vielleicht ähnlich wie Schauspieler es tun, … Wenn ich versuche eine Epoche zu leben, dann ist es für mich sehr wichtig, auch viele kleine ‚Fehler‘ mitzudenken und einzubauen (Anm. Zerbrochenes, unkontrollierte Anbauten, …). … Ich versuche Sets zu gestalten, die Lebensräume sind.“

## Filmografie (Auswahl)
- 1968: Der Bastard (I bastardi)
- 1975: Die 120 Tage von Sodom (Salò o le 120 giornate di Sodoma)
- 1984: Die Zukunft heißt Frau (Il futuro è donna)
- 1986: Der Name der Rose (Il Nome della rosa)
- 1988: Die Abenteuer des Baron Münchhausen (The Adventures of Baron Munchause) – AAN 1990
- 1990: Hamlet – AAN 1991
- 1993: Zeit der Unschuld (The Age of Innocence) – AAN 1994
- 1994: Interview mit einem Vampir (Interview with the Vampire) – AAN 1995
- 1997: Kundun – AAN 1998
- 2002: Gangs of New York – AAN 2003
- 2004: Aviator – Oscar für Bestes Szenenbild 2005
- 2006: The Black Dahlia
- 2007: Sweeney Todd – Der teuflische Barbier aus der Fleet Street – Oscar für Bestes Szenenbild 2008
- 2010: Shutter Island
- 2011: Hugo Cabret (Hugo) – Oscar und BAFTA Award für Bestes Szenenbild 2012
- 2014: Seventh Son
- 2015: Cinderella